# Dosan-myeon, Tongyeong
Dosan-myeon (koreanska: 도산면) är en socken  i staden Tongyeong i provinsen Södra Gyeongsang, i den södra delen av Sydkorea,
300 km sydost om huvudstaden Seoul. Till socknen hör 2 bebodda öar med totalt 32 invånare (2019) och 23 obebodda öar.